# Panamerikanische Spiele 2011/Leichtathletik – 100 m Hürden der Frauen
Der 100-Meter-Hürdenlauf der Frauen bei den Panamerikanischen Spielen 2011 fand am 25. und 26. Oktober im Telmex Athletics Stadium in Guadalajara statt.
14 Athletinnen aus elf Ländern nahmen an dem Wettbewerb teil. Die Goldmedaille gewann Yvette Lewis mit 12,82 s, Silber ging an Angela Whyte mit 13,09 s und die Bronzemedaille sicherte sich Lina Flórez mit 13,09 s.

## Rekorde
Vor dem Wettbewerb galten folgende Rekorde:
| Weltrekord        | Jordanka Donkowa       | 12,20 s | Stara Zagora, Bulgarien                              | 20. August 1988 |
| Rekord der Spiele | Delloreen Ennis-London | 12,65 s | Panamerikanische Spiele in Rio de Janeiro, Brasilien | 25. Juli 2007   |

## Vorläufe
Aus den zwei Vorläufen qualifizierten sich die jeweils drei Ersten jedes Laufes – hellblau unterlegt – und zusätzlich die zwei Zeitschnellsten – hellgrün unterlegt – für das Finale.

### Lauf 1
25. Oktober 2011, 15:50 Uhr

Wind: −0,4 m/s
| Platz | Bahn | Athletin         | Land      | Zeit (s) |
| ----- | ---- | ---------------- | --------- | -------- |
| 1     | 3    | Brigitte Merlano | Kolumbien | 13,18    |
| 2     | 4    | Angela Whyte     | Kanada    | 13,18    |
| 3     | 8    | Christie Gordon  | Kanada    | 13,36    |
| 4     | 6    | Maíla Machado    | Brasilien | 13,36    |
| 5     | 5    | Belkis Milanes   | Kuba      | 13,56    |
| 6     | 7    | Gabriela Santos  | Mexiko    | 13,85    |
| 7     | 2    | Daniela Castillo | Ecuador   | 14,37    |

### Lauf 2
25. Oktober 2011, 15:57 Uhr

Wind: +0,4 m/s
| Platz | Bahn | Athletin           | Land                    | Zeit (s) |
| ----- | ---- | ------------------ | ----------------------- | -------- |
| 1     | 5    | Yvette Lewis       | Vereinigte Staaten      | 12,88    |
| 2     | 6    | Yenima Arencibia   | Kuba                    | 13,13    |
| 3     | 8    | Lina Flórez        | Kolumbien               | 13,26    |
| 4     | 2    | Lavonne Idlette    | Dominikanische Republik | 13,40    |
| 5     | 3    | Jeimy Bernárdez    | Honduras                | 13,92    |
| 6     | 7    | Petra Mcdonald     | Bahamas                 | 14,09    |
| 7     | 4    | Giuliana Franciosi | Peru                    | 14,67    |

## Finale
26. Oktober 2011, 17:20 Uhr

Wind: −0,1 m/s
| Platz | Bahn | Athletin         | Land                    | Zeit (s) |
| ----- | ---- | ---------------- | ----------------------- | -------- |
|       | 3    | Yvette Lewis     | Vereinigte Staaten      | 12,82    |
|       | 5    | Angela Whyte     | Kanada                  | 13,09    |
|       | 8    | Lina Flórez      | Kolumbien               | 13,09    |
| 4     | 4    | Brigitte Merlano | Kolumbien               | 13,10    |
| 5     | 2    | Maila Machado    | Brasilien               | 13,14 SB |
| 6     | 6    | Yenima Arencibia | Kuba                    | 13,22    |
| 7     | 7    | Christie Gordon  | Kanada                  | 13,48    |
| 8     | 1    | Lavonne Idlette  | Dominikanische Republik | 13,62    |